# Adelaide Fringe

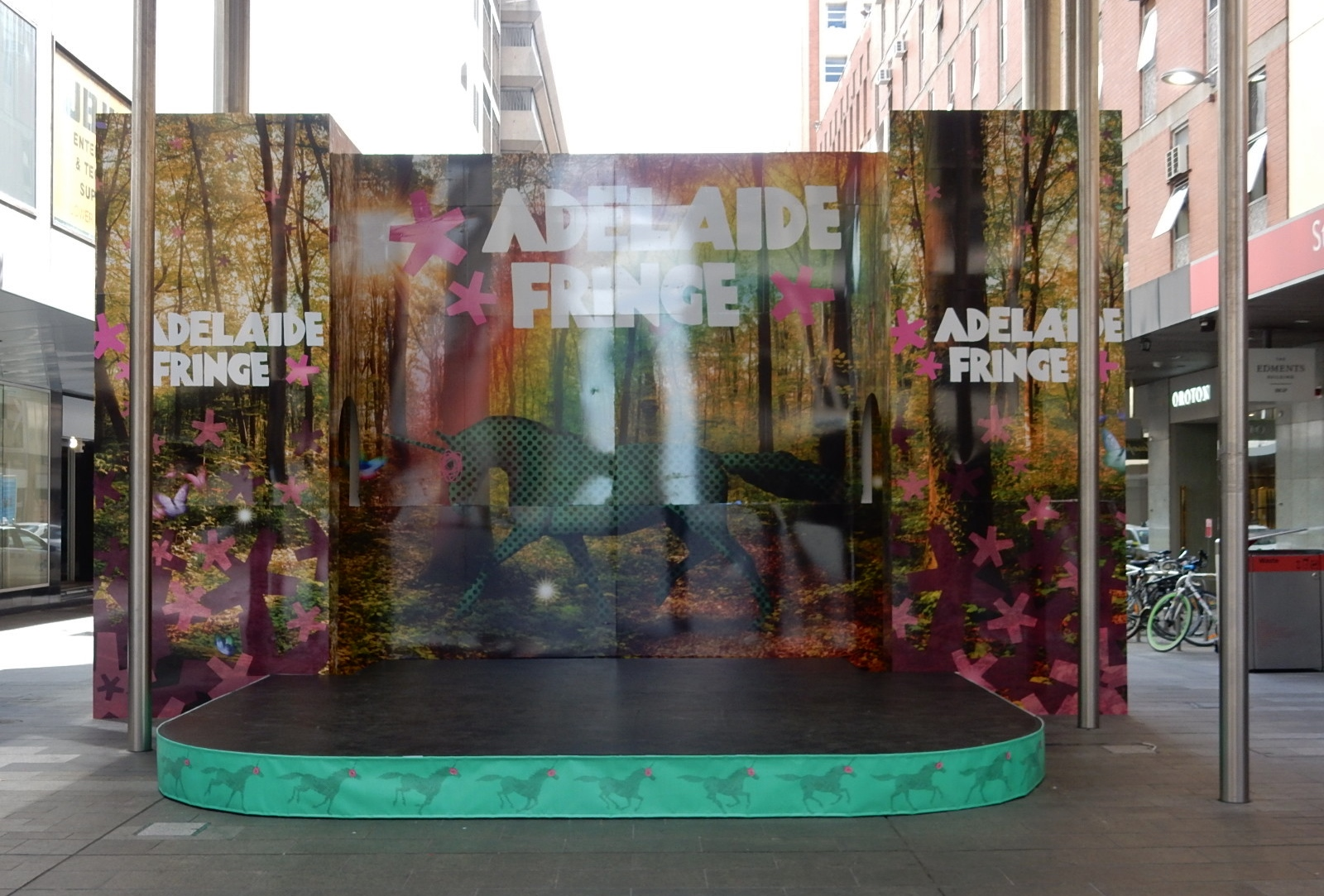
Fringe Mall Stage

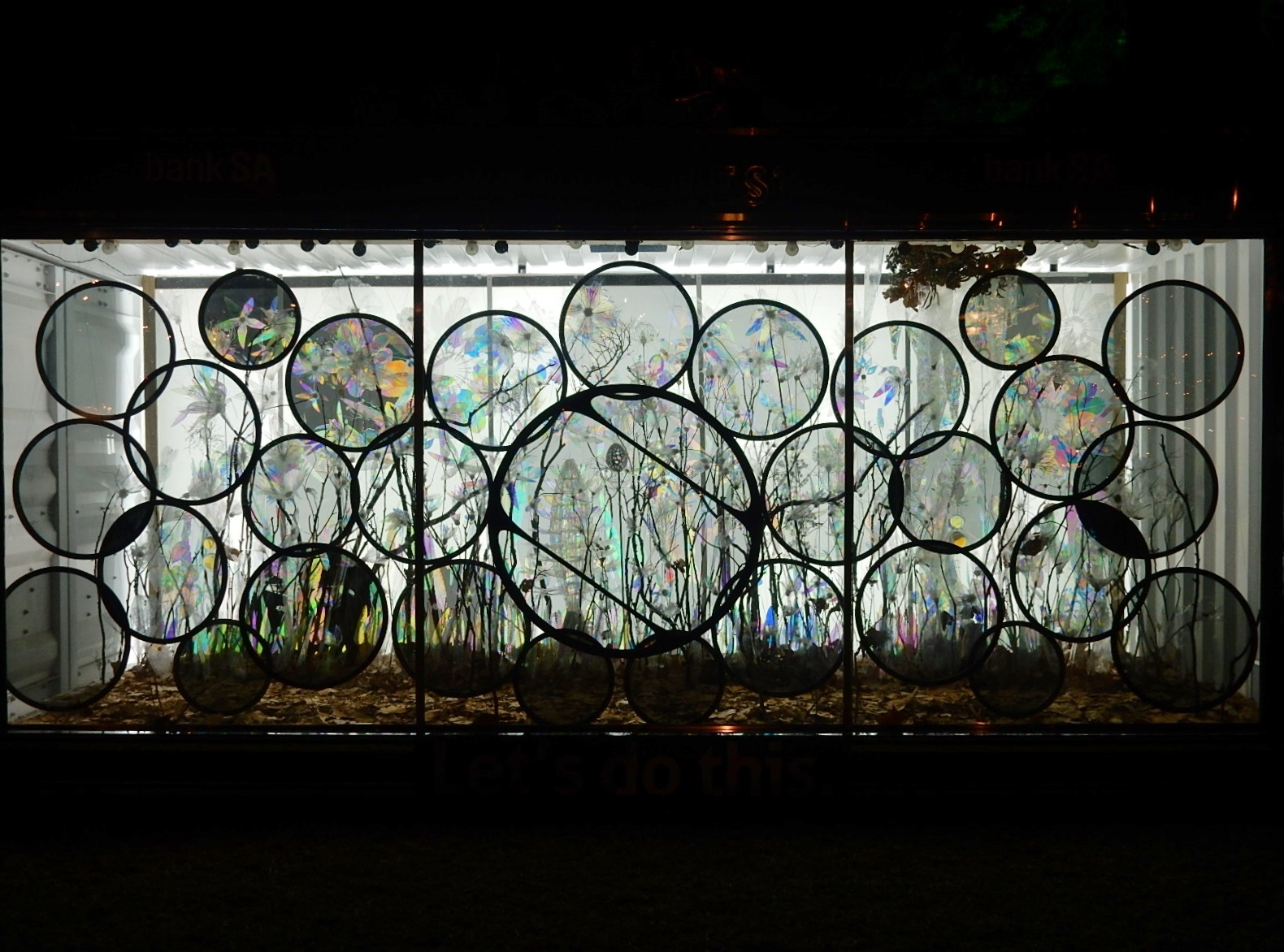
Installazione di cerchi

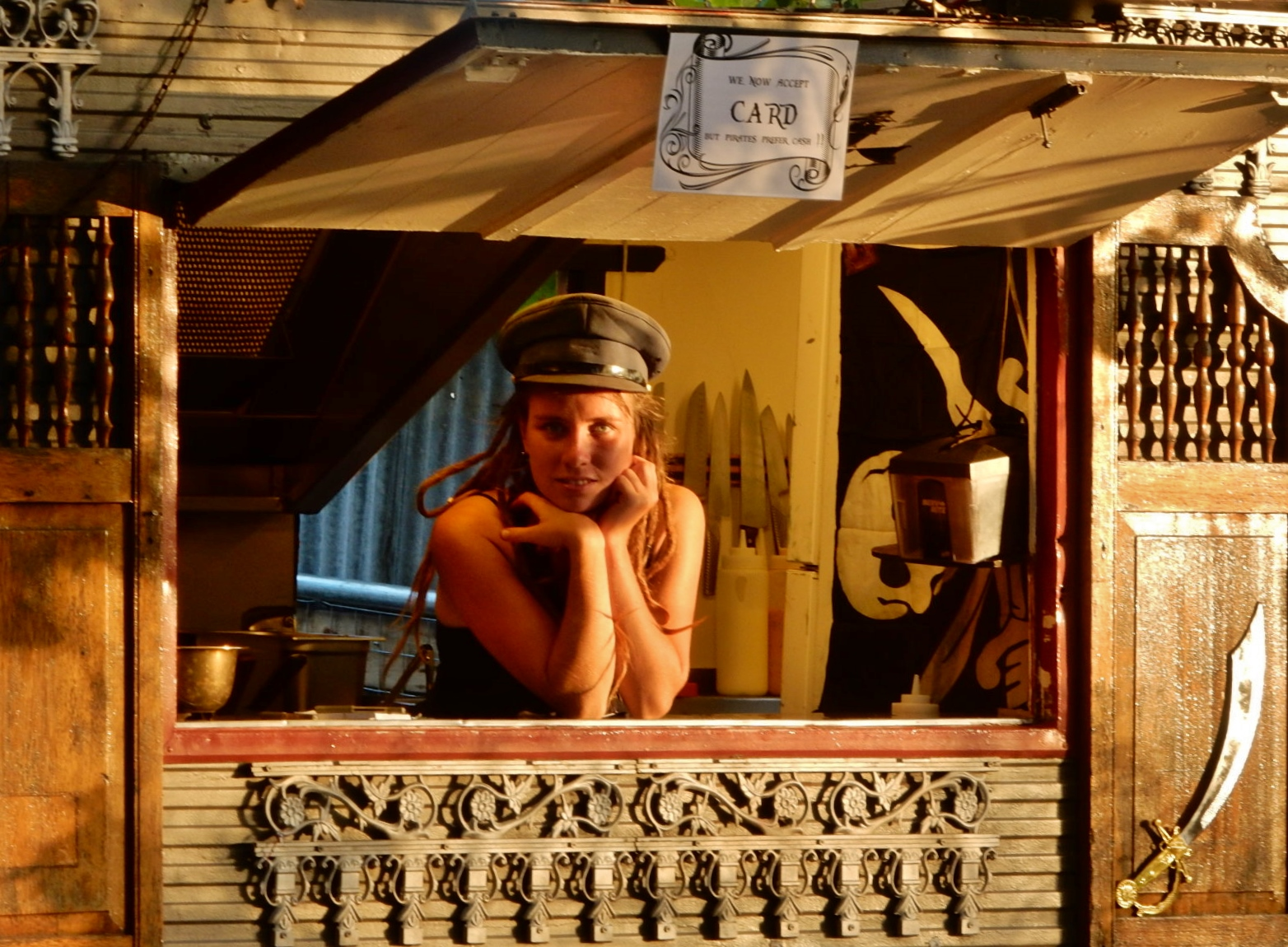
Gestire il Bar dei Pirati

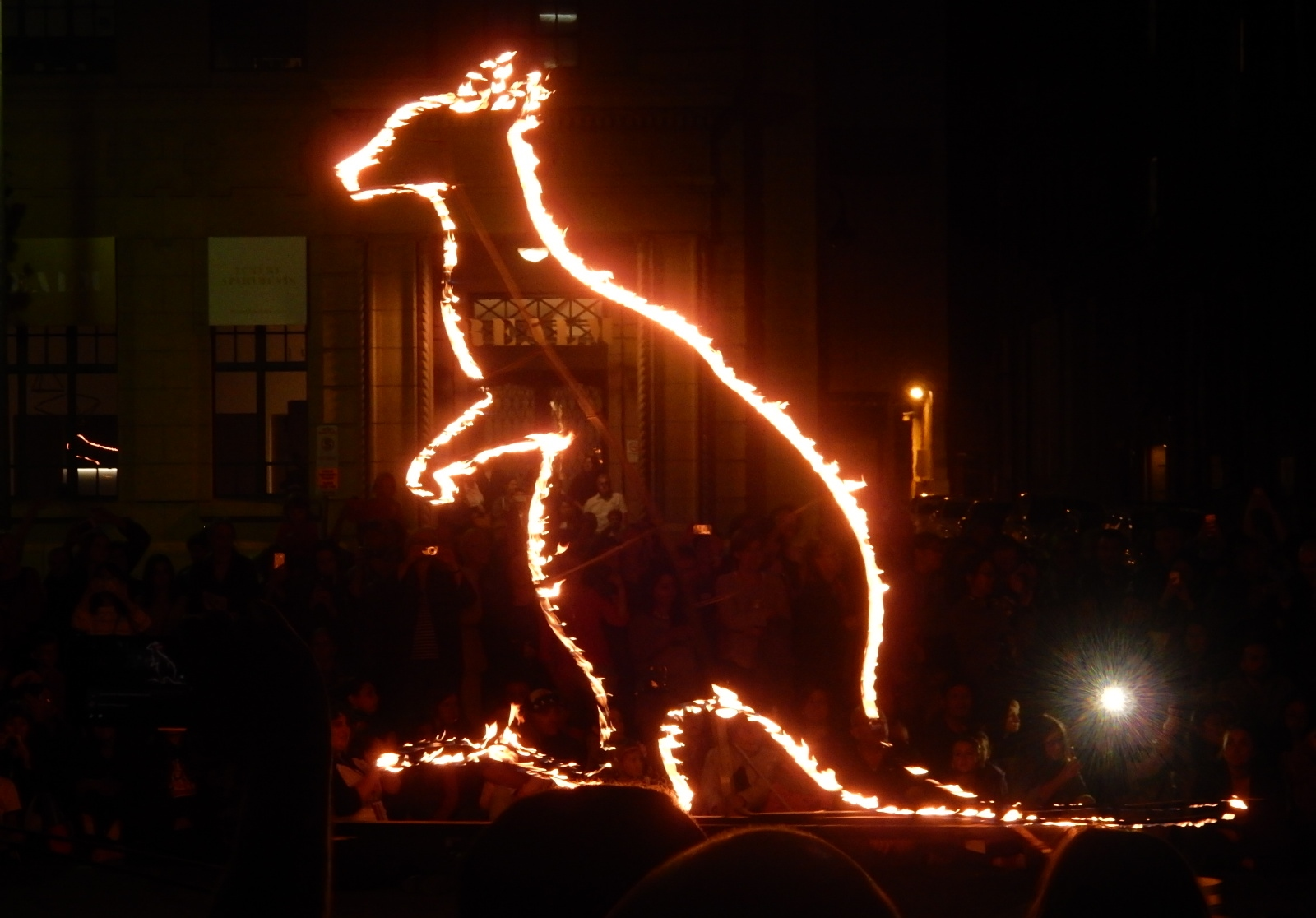
Canguro in fiamme

L'Adelaide Fringe, precedentemente Adelaide Fringe Festival, è il secondo festival artistico annuale più grande del mondo (dopo l'Edinburgh Festival Fringe), che si tiene nella capitale dell'Australia meridionale, Adelaide. Tra metà febbraio e metà marzo di ogni anno presenta più di 7.000 artisti provenienti da tutta l'Australia e dal mondo. Oltre 1.300 eventi vengono organizzati in centinaia di luoghi, che includono lavori in un'enorme varietà di forme di arti performative e visive. Il Fringe inizia con celebrazioni serali di apertura gratuite ed avvengono insieme ad altri eventi a pagamento per la durata del festival.

## Storia
I tre principali centri di eventi temporanei sono The Garden of Unearthly Delights, il Gluttony ed il Royal Croquet Club; inoltre altri luoghi temporanei e permanenti che ospitano eventi del Fringe sono sparsi per la città, i sobborghi e la regione. In un periodo del calendario di Adelaide indicato dalla gente del posto come "Marcia pazza", altri eventi che si svolgono contemporaneamente sono l'Adelaide Festival of Arts, un altro importante festival artistico che inizia una settimana dopo il Fringe, che include la Settimana degli Scrittori di Adelaide e il festival musicale mondiale di quattro giorni WOMADelaide, oltre all'evento automobilistico del circuito cittadino di Adelaide 500, con concerti serali di musica di accompagnamento.
Il Fringe attira molti visitatori internazionali e da tutta l'Australia e nel 2019 ha generato un investimento economico lordo stimato di 95,1 milioni di AUD per l'Australia meridionale, che includeva 36,6 milioni di AUD di spesa da parte dei 2,7 milioni di partecipanti. Ogni anno ha portato un nuovo record in tutti gli aspetti del festival per molti anni fino al 2020.
Fondato nel 1960 come una raccolta libera di eventi ufficiali (coordinati dal Festival delle Arti) e non ufficiali gestiti da artisti locali e inizialmente visto come un'aggiunta al principale Festival delle Arti, il Fringe è diventato un ente incorporato nel 1975, con il festival del 1976 chiamato Focus e successivamente Adelaide Festival Fringe, prima del cambiamento del 1992 in Adelaide Fringe Festival. È passato da un festival comunitario biennale di due settimane solo per artisti locali ad un importante festival internazionale annuale.
Il Premio Made in Adelaide, del valore di 10.000 AUD, è stato introdotto da Arts South Australia nel 2017, aperto agli artisti locali di Adelaide Fringe che desiderano portare il loro lavoro all'Edinburgh Fringe.

## Direzione
L'Adelaide Fringe e l'Adelaide Festival of Arts sono organizzazioni separate, con filosofie e intenti diversi.

L'Adelaide Fringe è governata dall'Adelaide Fringe Board, che impiega un direttore e CEO, un vicedirettore e un ampio team di personale aggiunto per gestire vari aspetti del festival. Un certo numero di importanti contributori alla storia dei Fringe sono stati nominati membri a vita, incluso il fondatore, il defunto fondatore, Frank Ford.

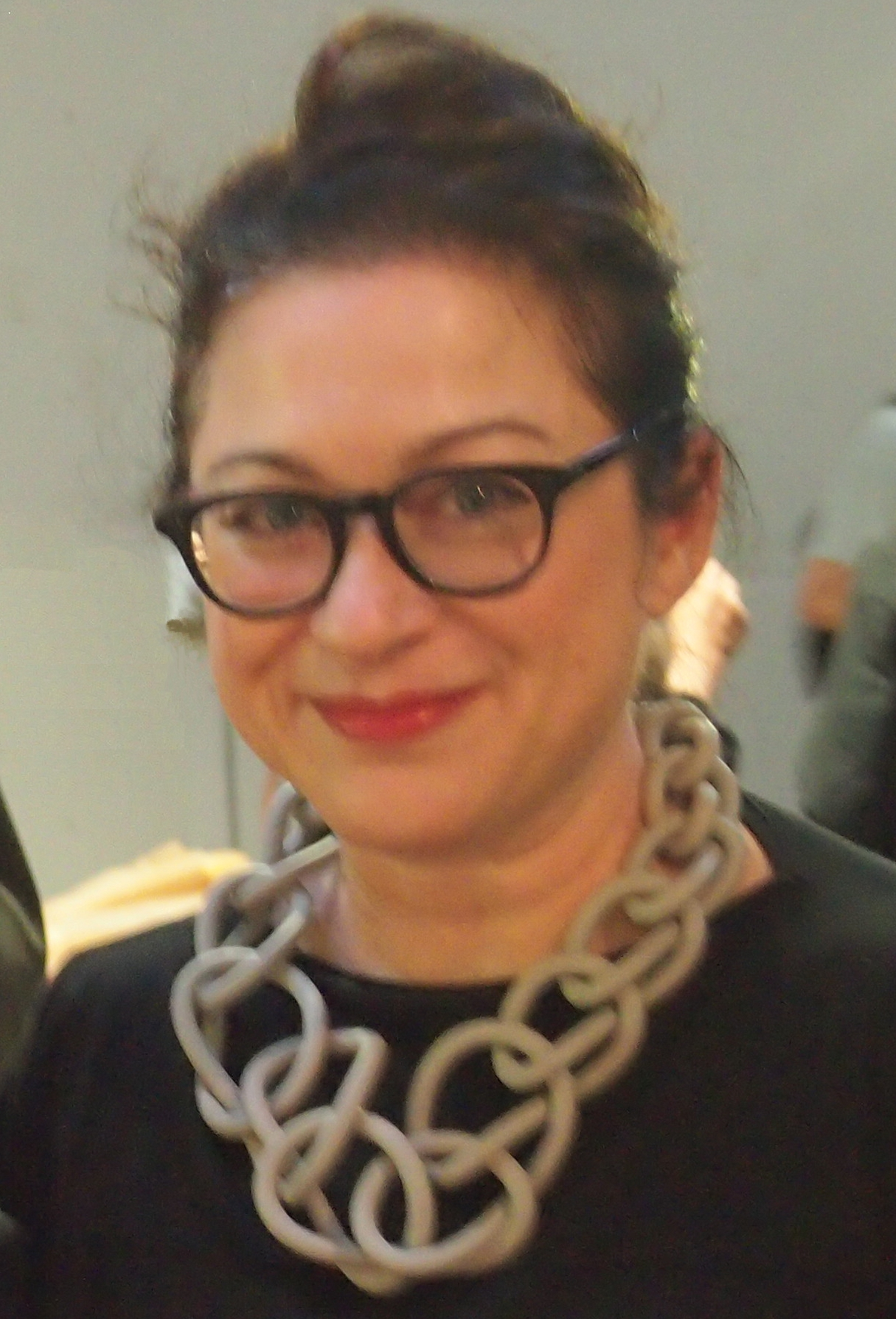
Gillian Hicks, AM, al lancio di Grit, una mostra dell'Adelaide Fringe Festival presso Hart's Mill, Port Adelaide, South Australia, 19 febbraio 2016.

Heather Croall è CEO e Direttore dal 2015 al 2020. Greg Clarke è stato CEO e direttore dal 2011 al 2014. Sandy Verschoor è stata CEO dal 2006 al 2010, mentre Christie Anthoney ha ricoperto la carica di direttore da quando il Fringe è diventato annuale nel 2007 al 2010. E Karen Hadfield per i festival 2004 e 2006.

## Descrizione
A partire dal 2019 l'Adelaide Fringe è il secondo festival artistico annuale più grande al mondo, dopo l'Edinburgh Fringe, e il più grande dell'Emisfero australe, dove ha vinto nel 2017, e continua a crescere ogni anno. Artisti da tutto il mondo partecipano al Fringe insieme a talenti locali, in tutte le forme d'arte. L'Adelaide Fringe organizza anche i propri eventi pubblici. È un evento ad accesso aperto, il che significa che non c'è un curatore che cerchi gli eventi che faranno parte del programma.
"Marcia pazza" è un termine usato dalla gente del posto per descrivere il periodo di cinque grandi eventi che si svolgono contemporaneamente nel calendario locale: l'Adelaide Festival of Arts (un festival di tre settimane che inizia una settimana dopo il Fringe), che include la Settimana degli scrittori di Adelaide e il festival musicale mondiale di quattro giorni WOMADelaide, nonché l'evento automobilistico del circuito cittadino di Adelaide 500, con l'accompagnamento dei suoi concerti serali di musica.
L'Adelaide Fringe inizia con le celebrazioni serali di apertura gratuite (per molti anni una sfilata in strada e/o una festa notturna di apertura; dal 2019 una cerimonia di apertura seguita da una festa), e gli eventi gratuiti ed a pagamento continuano per la durata del festival di un mese. Il festival comprende opere contemporanee in un'ampia gamma di forme d'arte tra cui cabaret, commedia, circo e teatro fisico, danza, film, teatro, teatro dei burattini, musica, arte visiva, magia, digitale e interattiva, e design.

## I locali
Nel 2019 c'erano 517 locali, tra cui "pop-up" in parchi, magazzini, vicoli ed edifici in disuso, nonché sedi consolidate come teatri, hotel, bar, pub, gallerie d'arte e caffè. I buskers si esibiscono regolarmente al Rundle Mall e altrove in città e nei dintorni, nonché nei sobborghi.
L'accessibilità è stata notevolmente migliorata negli ultimi anni, con una serie di iniziative inserite per cercare di garantire che il maggior numero di luoghi ed eventi possa essere frequentato da persone di tutte le abilità.
A causa delle dimensioni compatte del centro di Adelaide, molti dei locali sono abbastanza vicini l'uno all'altro. I parchi circostanti la città forniscono diversi gruppi di luoghi (noti come centri di ritrovo), al di fuori dei luoghi consolidati e convertiti all'interno della città e dei sobborghi. Ci sono tre sedi principali:
- The Garden of Unearthly Delights, il gruppo di locali allestito all'interno di un'area temporaneamente recintata di Rundle Park / Kadlitpina, è stato utilizzato per la prima volta nel 2000, con un solo Spiegeltent, noto come "The Famous Spiegeltent".[17]
- Gluttony, un agglomerato di locali recintato in modo simile sulla strada a Rymill Park/Mullawirraburka.[18]
- Il Royal Croquet Club ha subito alcuni cambiamenti di sede dal suo lancio a Victoria Square/Tarndanyangga nel 2014, prima a Pinky Flat/Tarntanya Wamain, i parchi settentrionali, poi all'interno dell'Università di Adelaide dal 2019.[19]

Alcuni degli stabilimenti permanenti che ospitano regolarmente eventi del Fringe hanno compreso gli Holden Street Theatres (un recinto di chiesa convertito, trasformato in locale a Hindmarsh), il Tandanya National Aboriginal Cultural Institute, il Bakehouse Theatre (uno spazio per le arti dello spettacolo nel CBD), The German Club in Flinders Street, The Rhino Room (un locale per cabaret), l'Odeon Theatre, Norwood e il National Wine Center (un centro congressi con enoteca e ristorante). I piccoli locali costituiscono circa il 50% delle vendite totali dei biglietti. Il famoso locale di musica dal vivo "The Gov" viene utilizzato per eventi del Fringe di ogni tipo.

## Gli ambasciatori dell'Adelaide Fringe
Nel 2012 il governo dell'Australia Meridionale ha collaborato con la Commissione per il Turismo dell'Australia Meridionale per creare il ruolo di Adelaide Fringe Ambassador per promuovere l'Adelaide Fringe in tutta l'Australia e all'estero. L'Adelaide Fringe Ambassador partecipa anche all'Adelaide Fringe Opening Night Parade e si esibisce durante il Fringe.
| Anno | Nome                                            | Spettacolo | Rifer.               |
| ---- | ----------------------------------------------- | --- | -------------------- |
| 2013 | Paul McDermott                                  | Paul Sings e The Dark Garden | [ 24 ] [ 25 ]        |
| 2014 | Katie Noonan                                    | Love Song Circus | [ 26 ] [ 27 ]        |
| 2015 | Kitty Flanagan                                  | Hello Kitty Flanagan | [ 28 ] [ 29 ]        |
| 2016 | Julian Clary                                    | The Joy of Mincing | [ 30 ] [ 31 ]        |
| 2017 | Hugh Sheridan, James Cochran, Adrienne Truscott | Hugh Sheridan in California Crooners Club; Adrienne Truscott in Adrienne Truscott's Asking For It e THIS; Street Art Explosion di James Cochran | [ 32 ] [ 33 ]        |
| 2018 | Courtney Act e Joel Creasey                     | Courtney Act in Under The Covers; Joel Creasey in Blonde Bombshell                                                                              | [ 34 ]               |
| 2019 | Judith Lucy, Gavin Wanganeen ed Hans            | Judith Lucy in Judith Lucy Vs Men; Gavin Wanganeen in conversazione con Holly Ransom per Fringe Talk Show; Hans in Hans Like a German           | [ 35 ] [ 36 ]        |
| 2020 | Marcia Hines, Amanda Palmer e Fez Faanana       | Marcia Hines in Velvet Rewired; Amanda Palmer in An Evening With Amanda Palmer; Fez Faanana in Black List Cabaret                               | [ 37 ] [ 38 ] [ 39 ] |

## Storia

### 1960–1974: Biennale, 2–3 settimane, stato poco chiaro
Il primo evento "fringe" (marginale) è avvenuto nel 1960, quando alcuni artisti hanno deciso di organizzare i propri eventi in risposta all'esclusione di molti artisti locali e su scala ridotta rispetto al curato Festival delle Arti di Adelaide. Le attività marginali consistevano in arti visive locali, artigianato, arti performative e gruppi teatrali amatoriali che organizzavano produzioni, mostre ed eventi insieme al Festival e duravano due settimane. Secondo Fringe Vault, "Questi eventi che sono stati chiamati 'attività marginali non ufficiali' formarono l'inizio del 'Fringe'. Questi eventi erano visti come separati da qualsiasi "attività non ufficiale sostenuta dal festival", elencati nel Festival of Arts Festival Souvenir Programme under Festival Attractions, other Events and other Exhibitions (Programma di souvenir del Festival delle arti del 1960 sotto le attrazioni del festival, altri eventi e altre mostre").

Nel 1962 il numero di eventi e mostre locali non ufficiali crebbe al punto che, secondo una tesi di Martin Christmas, "il 1962 sembra essere stato il Festival in cui fu riconosciuto che gli 'accessori' (attività marginali), erano importanti quanto le principali attività culturali" e Max Harris scrisse un articolo intitolato Adelaide's Two Festivals.

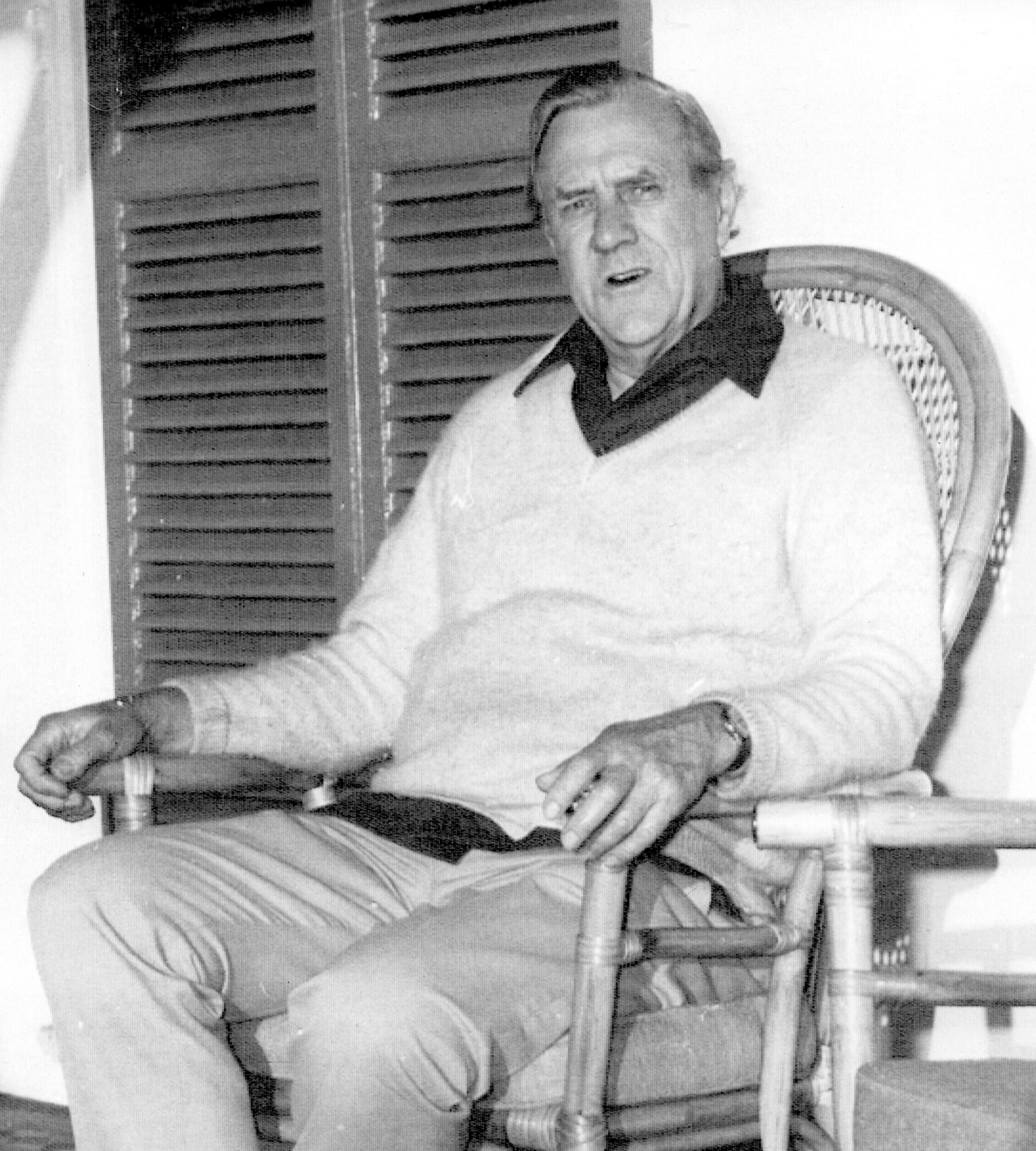
Patrick White

Nel 1964 Fringe ha ospitato 52 mostre d'arte, collezioni e spettacoli. Come il Festival delle Arti, si teneva ogni due anni, per tre settimane. Sia gli eventi approvati che quelli non approvati erano cresciuti di numero. Produzioni significative di due commedie di Patrick White, The Ham Funeral e Night on Bald Mountain, messe in scena da artisti locali rispettivamente nel 1961 e nel 1964 dopo essere state rifiutate dal Festival principale, sono servite a consolidare lo status di ciò che la stampa iniziò a chiamare eventi "Fringe".
Nel 1970 l'evento è cresciuto fino a tre settimane di durata, dal 6 al 28 marzo di quell'anno e registrando una crescita significativa sia negli eventi ufficiali che non ufficiali e includendo tre grandi spettacoli musicali, quattro spettacoli di danza, un'opera, eventi cinematografici e mostre.
Il primo programma di souvenir stampato è stato pubblicato per l'evento del 1974, con il titolo "Adelaide Festival of Arts, March 9 to 30: Fringe programme". Tuttavia c'era ancora un gran numero di eventi non ufficiali: il programma elencava 41 mostre elencate e 20 spettacoli; gli eventi non ufficiali includevano 50 mostre, 10 spettacoli e molti altri eventi.

### 1976–2006: biennale, 3 settimane, formato definitivo

#### 1976: Focus Inc.
Nel 1975 il Fringe divenne un'associazione incorporata, e quindi "legale", con lo scrittore e regista Frank Ford come presidente fondatore. Il suo nome era Focus Inc., con l'obiettivo di sviluppare la cultura dell'Australia meridionale. Il cambio di nome all'epoca suscitò alcune polemiche, ma il motivo era rafforzare l'idea che Focus non era frenetico della cultura. Il primo Fringe organizzato in modo indipendente, noto come Focus Festival, nacque e fu visto come un enorme successo. Questo fu il vero inizio dell'odierno Adelaide Fringe, come entità separata e con obiettivi mirati e il primo poster dedicato, che annunciava il "Focus '76". Il poster del 1978 diceva: "Focus: Adelaide's Festival of the Australian Arts" (Focus: il festival di Adelaide delle arti australiane).

#### 1982: Adelaide Festival Fringe
Nel 1982 il nome sul poster, con un design di Pro Hart, cambiò in Adelaide Festival Fringe. In quell'anno c'erano 50 sedi, 86 gruppi o artisti individuali, oltre a 56 mostre di arti visive nelle sedi della città. C'erano anche 16 gruppi che si esibivano nelle scuole e negli spazi pubblici. Nel 1988 il festival aprì le sue porte ad artisti internazionali e i primi anni '90 hanno portato ulteriori grandi cambiamenti, creando il festival di maggior successo mai realizzato. Stava cominciando a farsi conoscere a livello internazionale. Gli opuscoli affermavano che era "il più grande festival artistico comunitario in Australia" e "si classificava solo al secondo posto, dietro l'Edinburgh Festival Fringe, di fama internazionale". La serata di apertura inaugurale dell'Hindley Street Party fu organizzata e il patron Don Dunstan invitò il governo statale ad aiutare con maggiori finanziamenti.

#### 1992-4: Adelaide Fringe Festival
Nel 1994 il nome sui manifesti cambiò da Adelaide Festival Fringe ad Adelaide Fringe Festival, a seguito dei cambiamenti apportati nel 1992-1993. Decise di adottare il nome Adelaide Fringe e di ampliare il ruolo dell'organizzazione. Soprannominato "il festival accessibile", il festival del 1992 è stato il maggior successo nei suoi 32 anni di storia, con molti degli eventi che si sono svolti nel Lion Arts Center appena completato all'estremità occidentale di North Terrace. Il poster del 1994 mostrava "Adelaide Fringe Festival", in contrasto con il recente passato "Adelaide Festival Fringe".
Nel 1998 ha utilizzato per la prima volta il proprio sistema di biglietteria appositamente sviluppato, il FringeTix.

#### 2000: Adelaide Fringe
Il Fringe del 2000 lasciò cadere il "Festival" e iniziò a chiamarsi Adelaide Fringe. Quell'anno fu dedicato all'ex premier di stato e mecenate "fringe" Don Dunstan, abbracciando la sua visione di giustizia sociale e diversità culturale che continua a essere fonte di ispirazione oggi.
Nel 2006 il premier dell'Australia meridionale Mike Rann annunciò che l'Adelaide Fringe avrebbe ricevuto finanziamenti governativi extra (per un totale di 2 milioni di dollari) per consentirgli di diventare un evento annuale dal 2007 in poi.

### 2007–2012: annuale, 3 settimane
Nel 2007 l'Adelaide Fringe diventò un evento annuale, dopo aver ricevuto un finanziamento dal governo statale di 500.000 AUD, che fu considerato un successo. Nel 2007 furono venduti 130.000 biglietti attraverso il sistema di biglietteria FringeTIX, con ulteriori 10.000 vendite di biglietti da parte dei partner nazionali di biglietteria.
Nel 2008 furono venduti circa 187.000 biglietti attraverso il botteghino FringeTIX e i suoi partner di biglietteria. 281 sedi Fringe hanno venduto decine di migliaia di biglietti all'entrata. Il Family Day è diventato Family Weekend e raddoppiò le dimensioni e le presenze. Si stima che l'incasso finale al botteghino raggiunga oltre 5,3 milioni di AUD, la maggior parte dei quali fu restituita agli artisti Fringe.
Nel 2009 la vendita dei biglietti pre-evento fu pari a quella dell'anno precedente. 2.800 artisti parteciparono in 250 sedi in tutta la città, in 508 spettacoli di commedie, teatro, musica, danza e arti visive.
L'Adelaide Fringe ha celebrato il suo 50º anniversario nel 2010. Rispetto all'anno precedente le vendite dei biglietti sono aumentate del 27%. Per la prima volta Fringe ha venduto 100.000 biglietti prima della parata di apertura. L'evento ha ricevuto un finanziamento extra del governo statale di 350.000 AUD per sostenere l'evento dell'anniversario. La sovvenzione coprì i costi di produzione di otto astronauti gonfiabili e di erigerli in giro per la città. Al botteghino furono venduti 300.000 biglietti, più del doppio di quelli venduti nel 2007.
Nel 2011 la Fringe Parade fu cancellata a causa della pioggia, ma furono venduti 334.000 biglietti, pari a oltre 8 milioni di AUD. Sono state registrate 1,45 milioni di presenze e la vendita dei biglietti è aumentata dell'11% rispetto all'anno precedente.
Il festival 2012 si è svolto dal 24 febbraio al 18 marzo. Circa 40.000 spettatori hanno assistito alla Fringe Parade e sono stati venduti 367.000 biglietti, con un aumento del 10% rispetto alle vendite del 2011. La vendita dei biglietti è stata pari a un valore approssimativo di 9 milioni di AUD. L'evento ha visto la partecipazione di oltre 4.000 artisti e 923 eventi, in 300 sedi. C'erano il 20% in più di eventi rispetto al 2011. Il CEO Greg Clarke lanciò l'evento non solo ad Adelaide, ma anche alla Sydney Opera House ed alla Federation Square a Melbourne. Ci furono anche due grandi cambiamenti nella serata di apertura: la parata si è svolta lungo il centro della città lungo King William Street e le celebrazioni prima, durante e dopo non si sono svolte solo nell'East End del centro città, ma nei luoghi Fringe ovunque. Ci sono stati anche una serie di grandi eventi all'aperto gratuiti durante il festival.

### 2013–2020: annuale, 4 settimane
Nel 2013, dopo un aumento dei finanziamenti governativi, il Fringe fu prorogato per un periodo di 4 settimane, a partire da venerdì 15 febbraio. Sono stati registrati oltre 4.000 artisti, che hanno partecipato a 930 eventi e 6139 spettacoli e sono stati venduti 407.153 biglietti. Il valore in dollari della vendita dei biglietti è stato di 11,6 milioni di AUD. L'evento ha generato 64,6 milioni di AUD, con un aumento del 34% rispetto all'anno precedente.
Nel 2014 il festival si è svolto per 30 giorni e notti dal 14 febbraio al 16 marzo e ha riunito oltre 4.000 artisti provenienti da tutta l'Australia e dal mondo. Oltre 900 eventi sono stati organizzati in sedi pop-up in parchi, magazzini, corsie ed edifici in disuso, nonché sedi consolidate come teatri, hotel, gallerie d'arte e caffè.

#### Heather Croall, 2015–2020
Nel febbraio 2015 Heather Croall è salita a bordo come CEO e Direttore del Festival. Sono stati venduti oltre 13 milioni di dollari australiani di biglietti, costituiti da oltre 536.000 biglietti venduti in 376 sedi, con un aumento del 20% rispetto all'anno precedente.
Le vendite dei biglietti per l'Adelaide Fringe Festival 2016 sono aumentate del 12% rispetto all'anno precedente, con oltre 600.000 biglietti venduti. Più di 1.100 spettacoli sono stati organizzati in 430 sedi. Il comico britannico Alexis Dubus ha promesso di non esibirsi in futuri Adelaide Fringe Festivals, adducendo il motivo per cui il festival è guidato da luoghi più grandi, che attirano folle che acquistano bevande invece dei biglietti per gli spettacoli, portando a scarse vendite di biglietti e cancellazioni per gli spettacoli. (Tornò però all'Adelaide Fringe Festival nel 2018.)
Nell'aprile 2016 l'iniziativa "Made in Adelaide" è stata annunciata dal governo statale, che ha fornito fondi per un totale di 55.000 AUD per sostenere nove artisti che portavano il loro lavoro all'Edinburgh Fringe, per aiutare a costruire collegamenti tra i due festival. Nell'agosto 2016 il Fringe ha iniziato una partnership ufficiale con l'Edinburgh Fringe Festival.
Nel novembre 2016 il CEO Croall parlò della necessità di un marketing migliore per attirare più turisti e di modi per garantire che gli artisti ricevessero una quota decente di reddito.
La data di inizio del festival 2017 fu posticipata di una settimana al 17 febbraio, con il fine settimana lungo di marzo che cadeva nel quarto fine settimana del festival, invece dell'ultimo fine settimana. Fu nel 2017 che è diventato il più grande festival artistico dell'emisfero australe e il secondo Fringe più grande del mondo.
Adelaide Fringe 2018 ha battuto ancora una volta tutti i record, attirando 2,7 milioni di persone presenti a eventi gratuiti ed a pagamento, di cui 100.000 per l'Opening Night Street Party (che ha sostituito la serata di apertura) e 505.000 per la Parade of Light, proiezioni digitali sugli edifici lungo North Terrace in tutte le sere del festival di 31 giorni. Più di 6.900 artisti si sono esibiti in 1.231 eventi in 442 sedi. Le entrate al botteghino hanno raggiunto 16,6 milioni di AUD da 705.761 biglietti venduti (+7%). L'evento ha anche visto una quota maggiore nelle tasche degli artisti, dopo che 1 milione di dollari australiani di finanziamenti del governo statale hanno consentito al Fringe di abolire le tariffe interne per gli artisti con biglietti inferiori a $ 35 e di dimezzarle per tutti gli altri. La mossa è stata elogiata da artisti, incluso Dubus, che tornò con un nuovo spettacolo quell'anno.
I record sono stati nuovamente battuti nel 2019, con la partecipazione dei turisti aumentata del 72% rispetto all'anno precedente (forse una conseguenza dell'aumento del marketing interstatale), un totale di quasi 3,3 milioni di presenze e una spesa stimata di 95 milioni di AUD. 7000 artisti hanno partecipato a 1326 eventi. La portata del Fringe si sta spingendo oltre i confini di Adelaide, nei centri regionali.

#### 2020: 60º anniversario
Il Fringe ha celebrato il suo 60º anniversario nel 2020. Mentre il Fringe del 2020 fu il primo dopo anni a vedere una diminuzione del numero di eventi registrati ("oltre 1200", rispetto ai 1320 del 2019), gli eventi sono stati più diffusi, con la metà delle sedi fuori dal centro di Adelaide, comprese le località suburbane e regionali come Stirling, Gawler e Murray Bridge.
Il World Fringe Congress, tenutosi per la prima volta nel 2012, si è tenuto ad Adelaide per la prima volta nel 2020.
L'ultimo fine settimana del festival è stato in qualche modo influenzato dalla Pandemia di COVID-19 in Australia, anche se le regole del governo sul distanziamento sociale e sui viaggi non iniziarono fino alla settimana successiva. Portò però a un record di $ 96,7 milioni di investimenti economici lordi stimati, con entrate al botteghino che hanno anche raggiunto un record di $ 21 milioni, vendendo 853.419 biglietti.

#### 2021
Sono state annunciate le date per il Fringe 2021 (19 febbraio - 21 marzo), ma la pianificazione futura è ostacolata dall'incertezza causata dalla pandemia globale e dal conseguente maggiore rischio finanziario per gli artisti e le sedi.

## Mascotte di spicco

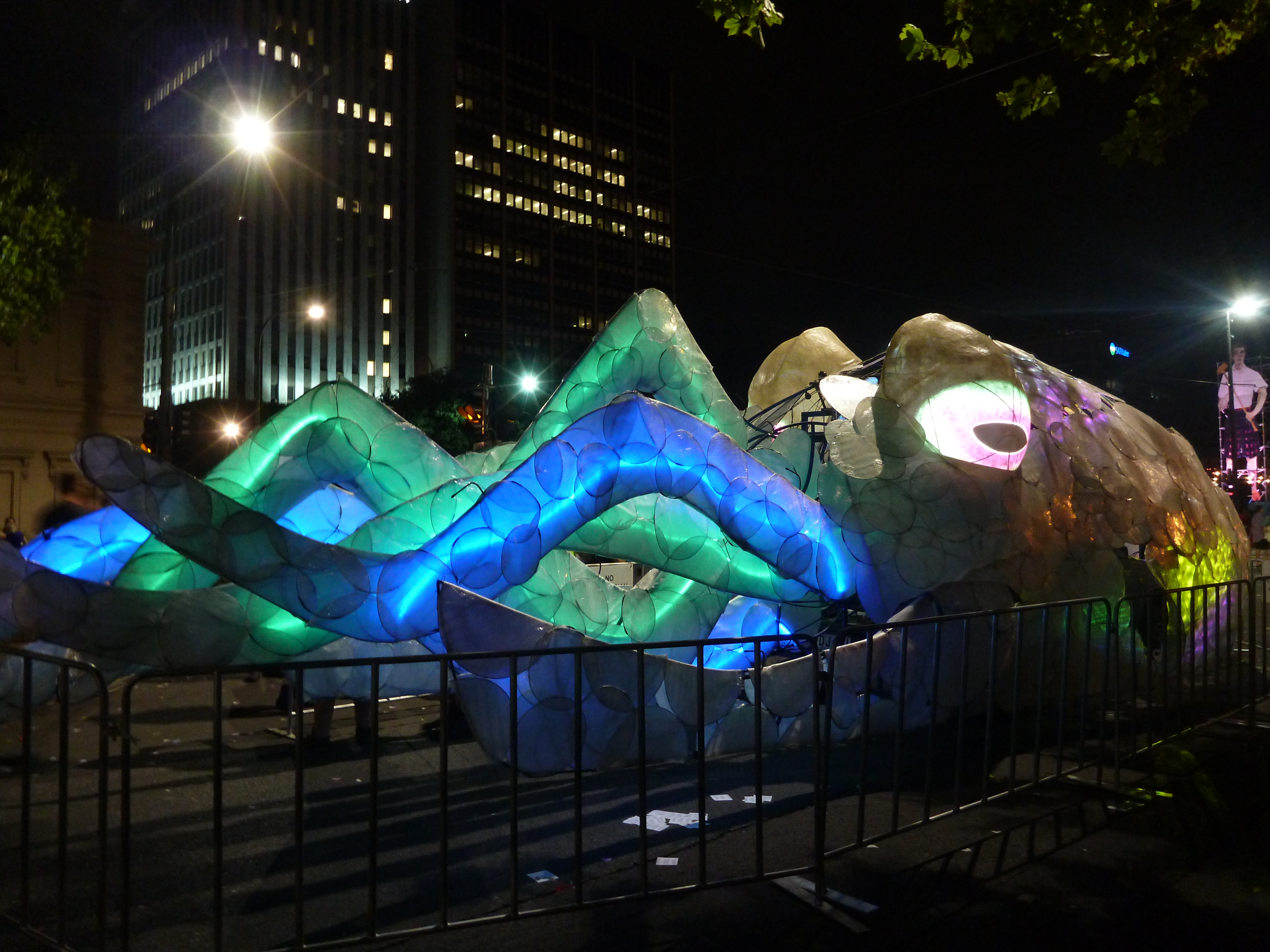
Adelaide Fringe's 2014 mascot, Stobie the Disco Cuttlefish, after the opening parade, February 14.

Nel 2010 otto giganteschi astronauti gonfiabili alti 10–12 metri, creati da Mr Inflatables, sono stati collocati intorno ad Adelaide.
La mascotte dell'evento del 2014 è stato Stobie il Disco Cuttlefish, un burattino da strada lungo 13 metri, ispirato alle seppie giganti australiane dell'Australia meridionale. Stobie il Disco Seppie ha fatto lampeggiare luci multicolori, agitato i suoi tentacoli e suonato disco music preregistrata mentre un gruppo di ballerini professionisti eseguiva coreografie originali ogni sabato sera durante l'evento.
La mascotte del 2018 fu ispirata dal poster vincitore di quell'anno, con un cane multicolore fatto di palloncini, con una corona, creato dalla designer grafica di Sydney Jacqueline Daniel. Doveva celebrare l'Anno del cane cinese.

## Premio «Made in Adelaide»
Il Made in Adelaide Award è stato introdotto nel 2017 da Arts South Australia, nell'ambito della campagna "Made In Adelaide" iniziata nel 2016, per esportare e promuovere artisti del Sud Australia all'Edinburgh Fringe. Le iscrizioni sono aperte agli artisti dell'Adelaide Fringe che intendono registrarsi all'Edinburgh Fringe 2017. Il premio vale 10.000 AUD a partire dal 2019.

### Vincitori
- 2017: Joanne Hartstone – The Girl Who Jumped Off the Hollywood Sign[97]
- 2018: Anya Anastasia – The Executioners[97]
- 2019: Michelle Pearson – Just Desserts – Adults Only Tasting[97]
- 2020: Erin Fowler - Femme[98]

## Poster del concorso
Dal 2007 l'Adelaide Fringe organizza un concorso annuale per selezionare la copertina della guida, del sito web, dei poster e del marchio generale del festival. I precedenti vincitori comprendono:
- 2007 – Ryan Stephens[99]
- 2008 – Hat Morgan[99]
- 2009 – David Blaiklock[99]
- 2010 – David Capriotti[100]
- 2011 – Kamen Goranov[101]
- 2012 – Sue Ninham[102]
- 2013 – Andy Petrusevics[103]
- 2014 – Sharon Moreno[104]
- 2015 – Jonathon Oxlade and Chris Moore[105]
- 2016 – Stephanie Mitchell[106]
- 2017 – Jennifer Rimbault[107]
- 2018 – Jacqueline Daniel[108]
- 2019 –Matthew Clarke[109]
- 2020 – Dave Court[86]

## Finanziatori
Il partner principale per molti anni è stata la BankSA (State Bank of South Australia). Il finanziamento del governo è aumentato negli ultimi anni. Il governo dell'Australia meridionale è uno dei principali sponsor, attraverso Arts South Australia dal 1997 al 2018 e da allora direttamente tramite il Dipartimento del Premier e del Gabinetto. Anche Il Comune di Adelaide, The Advertiser, 9News sono tra i partner di Fringe e donatori aziendali e privati aiutano a sostenere iniziative specifiche per gli artisti.